# Ентони Хопкинс
Сер Филип Ентони Хопкинс (енгл. Sir Philip Anthony Hopkins; Маргам, Порт Талбота, 31. децембар 1937) британско-амерички је глумац.
Глумом се почео бавити у седамнаестој години, да би усавршавање наставио на Лондонској краљевској академији драмских уметности. Играо је дуго у позоришту, а на филму дебитује 1968. године. За улогу Ханибала Лектора у филму Кад јагањци утихну награђен је Оскаром за најбољу мушку улогу 1992. године, за улогу Ентонија у британском филму Отац такође Оскаром за најбољу мушку улогу 2021. године, и номинован је још четири пута. Хопкинс је освојио пет награда БАФТА, два Емија и награду Сесил Б. Демил. Године 1993, краљица Елизабета II му је доделила статус витеза уметничких достигнућа. Хопкинс је 2003. добио звезду на холивудском шеталишту славних, а 2008. године добио је БАФТА награду за животно дело од Британске академије за филмску и телевизијску уметност.
Након што је 1957. дипломирао на Краљевском велшком колеџу за музику и драму, усавршавао се на Краљевској академији драмске уметности у Лондону, а потом га је приметио Лоренс Оливије који га је позвао да се придружи Краљевском националном позоришту. Године 1968. он је стекао репутацију, глумећи Ричарда Лављег Срца у филму Зима једног лава. Средином 1970-их Ричард Атенборо, који који је касније режирао пет Хопкинсових филмова, назвао га је „највећим глумцем своје генерације”.

## Животопис

### Детињство и младост
Хопкинс је рођен у Маргаму, Порт Талбот, Велс, као син Мјуриел Ан и Ричарда Артура Хопкинса, пекара. Био је лош ученик. Усамљеник с дислексијом, који је открио да има више талента за уметности, као што су сликање и цртање или свирање клавира. Године 1949, како би га навикли на дисциплину, његови родитељи су инсистирали да похађа Џонс Вест Монмоут школу за дечаке у Понтyпулу, Велс. Тамо је остао пет семестара а затим је прешао у Каубриџе гимназију у Каубриџу, Велс.
На Хокпинса је утицао и охрабрио га да се посвети глуми Ричард Бартон, с којим се упознао у својој петнаестој години. Уписао се на Велшки колеџ музике и драме у Кардифу на којем је дипломирао 1957. Након двогодишње војне службе, преселио се у Лондон где је постао стажиста на Краљевској академији драмских уметности.

### Каријера
Године 1965, након неколико година у позоришту, запазио га је сер Лоренс Оливије, који га је позвао да се придружи Краљевском државном позоришту. Хопкинс је постао Оливијеов заменик и радио је као замена кад је Оливије био болестан од упале слепог црева током продукције Плеса смрти Аугуста Стриндберга. Оливије је касније написао у својим мемоарима, Исповести глумца, „Нови млади обећавајући глумац звани Ентони Хопкинс ме је замењивао и одиграо улогу Едгара као мачка с мишом у зубима”.
Упркос успеха у Државном позоришту, Хопкинсу је дојадило понављање истих улога па је желео да се окуша на филму. Године 1968. је добио прилику у филму Зима једног лава играјући принца Ричарда, заједно с будућим Џејмсом Бондом, Тимотијем Далтоном, који је глумио Филипа II од Француске.
Иако је Хопкинс наставио да наступа у позоришту поступно се удаљивао од њега како би постао афирмисани телевизијски и филмски глумац. Године 1967. је остварио телевизијски деби у телевизијској драми Бува у њеном срцу на ББЦ-у. Од тада се наставила његова дуга каријера у којој је зарадио многе комплименте и награде.
Изјавио је како му је улога Берта Монроа, којег је портретисао у филму из 2005, Легенда о мотору, најдража у каријери. Приметио је како је му је иста улога била најлакша коју је икад одиграо јер обојица мушкараца имају сличне погледе на свет.
Године 2006. је добио Награду Сесил Б. Демил, односно Златни глобус за животно дело.

## Филмографија
| Улоге Ентонија Хопкинса |                                        |               |                                    |          |  |
| Година                  | Српски назив                           | Изворни назив | Улога                              | Напомена |  |
| 1967.                   | Бува у уху                             |               | Етјен Плушо                        | ТВ филм  |  |
| 1967.                   | Бели аутобус                           |               | Бректијан                          |          |  |
| 1968.                   | Зима једног лава                       |               | принц Ричард                       |          |  |
| 1969.                   | Рат у огледалу                         |               | Џон Ејвери                         |          |  |
| 1969.                   | Хамлет                                 |               | краљ Клаудије                      |          |  |
| 1969.                   | Одељење С                              |               | Грег Халидеј                       |          |  |
| 1970.                   | Велики непоновљиви господин Дикенс     |               | Чарлс Дикенс                       |          |  |
| 1970.                   | Три сестре                             |               | Андреј                             |          |  |
| 1970.                   | Срца и цвеће                           |               | Боб                                |          |  |
| 1970.                   | Игра месеца                            |               | Астров                             |          |  |
| 1970.                   |                                        |               | Александер Ташков                  |          |  |
| 1971.                   | Кад зазвони осам звона                 |               | Филип Калверт                      |          |  |
| 1972.                   | Млади Винстон                          |               | Дејвид Лојд Џорџ                   |          |  |
| 1972.                   | Рат и мир                              |               | Пјер Безухов                       |          |  |
| 1972.                   | Песник игре                            |               | Хју Сандерс                        |          |  |
| 1973.                   | Кућа лутака                            |               | Торвалд Хелмер                     |          |  |
| 1974.                   | Девојка из Петровке                    |               | Костја                             |          |  |
| 1974.                   | QB VII                                 |               | др Адам Келно                      |          |  |
| 1974.                   | Велики камион                          |               | надз. Џон Маклауд                  |          |  |
| 1974.                   | Сва створења Велика и Мала             |               | Сигфрид Фарнон                     |          |  |
| 1976.                   | Победа над тамом                       |               | др Мајкл Грант                     |          |  |
| 1976.                   |                                        |               | Бруно Ричард Хауптман              |          |  |
| 1976.                   | Победа у Ентебеу                       |               | премијер Јицак Рабин               |          |  |
| 1977.                   | Недостижни мост                        |               | генерал Џон Фрост                  |          |  |
| 1977.                   |                                        |               | Елиот Хувер                        |          |  |
| 1978.                   | Магија                                 |               | Чарлс „Корки” Витерс / Фатсов глас |          |  |
| 1978.                   | Међународни сомот                      |               | капетан Џонсон                     |          |  |
| 1979.                   |                                        |               | капетан Кристофер Џоунс            |          |  |
| 1980.                   | Човек слон                             |               | Фредерик Тривс                     |          |  |
| 1980.                   | Смена годишњих доба                    |               | Адам Еванс                         |          |  |
| 1981.                   | Бункер                                 |               | Адолф Хитлер                       |          |  |
| 1981.                   | Петар и Павле                          |               | Пол од Тарсуса                     |          |  |
| 1981.                   | Отело                                  |               | Отело                              |          |  |
| 1982.                   | Звонар у Нотр Даму                     |               | Квазимодо                          |          |  |
| 1983.                   | Ожењен човек                           |               | Џон Стрикланд                      |          |  |
| 1984.                   | Побуна на броду Баунти                 |               | поручник Вилијам Блај              |          |  |
| 1985.                   | Холивудска супруге                     |               | Нил Греј                           |          |  |
| 1985.                   | Свод од тријумфа                       |               | др Равик                           |          |  |
| 1985.                   |                                        |               | Артур Џејмисон                     |          |  |
| 1985.                   | Мусолини и ја                          |               | гроф Галеацо Ћано                  |          |  |
| 1985.                   | Добар отац                             |               | Бил Хупер                          |          |  |
| 1987.                   |                                        |               | Френк Доел                         |          |  |
| 1988.                   |                                        |               | Ангус Бари                         |          |  |
| 1988.                   | Доналд Кембел                          |               | Доналд Кембел                      |          |  |
| 1988.                   | Хор неодобравања                       |               | Дафид Ап Левелин                   |          |  |
| 1988.                   | Десети човек                           |               | Жан Луис Шавал                     |          |  |
| 1989.                   | Велика очекивања                       |               | Ејбел Мегвич                       |          |  |
| 1990.                   | Очајни сати                            |               | Ејбел Мегвич                       |          |  |
| 1991.                   | Кад јагањци утихну                     |               | др Ханибал Лектор                  |          |  |
| 1991.                   | Рат једног човека                      |               | Џоел                               |          |  |
| 1992.                   |                                        |               | Ијан Макендлс                      |          |  |
| 1992.                   |                                        |               | Ерол Волас                         |          |  |
| 1992.                   | Хауардсов крај                         |               | Хенри Џ. Вилкокс                   |          |  |
| 1992.                   | Брам Стокерова Дракула                 |               | проф. Абрахам ван Хелсинг          |          |  |
| 1992.                   | Чаплин                                 |               | Џорџ Хејден                        |          |  |
| 1993.                   |                                        |               | свештеник                          |          |  |
| 1993.                   | Невин                                  |               | Боб Глас                           |          |  |
| 1993.                   | Остаци дана                            |               | Џејмс Стивенс                      |          |  |
| 1993.                   |                                        |               | Џек Луис                           |          |  |
| 1994.                   | Легенда о јесени                       |               | пуковник Вилијам Ладлоу            |          |  |
| 1995.                   |                                        |               | пуковник Вилијам Ладлоу            |          |  |
| 1995.                   | Никсон                                 |               | Ричард Никсон                      |          |  |
| 1996.                   | Преболети Пикаса                       |               | Пабло Пикасо                       |          |  |
| 1997.                   | Амистад                                |               | Џон Квинси Адамс                   |          |  |
| 1997.                   | Ивица                                  |               | Чарлс Морс                         |          |  |
| 1998.                   | Маска Зороа                            |               | дон Дијего де ла Вега / стари Зоро |          |  |
| 1998.                   | Упознајте Џоа Блека                    |               | Вилијам „Бил” Париш                |          |  |
| 1999.                   | Инстинкт                               |               | др Итан Пауел                      |          |  |
| 1999.                   |                                        |               | Тит Андроник                       |          |  |
| 2000.                   | Немогућа мисија 2                      |               |                                    |          |  |
| 2000.                   | Како је Гринч украо Божић              |               | наратор                            |          |  |
| 2001.                   |                                        |               | командант мисије Свонбек           |          |  |
| 2001.                   | Ханибал                                |               | др Ханибал Лектор                  |          |  |
| 2001.                   | Снага срца                             |               | Тед Бротиган                       |          |  |
| 2002.                   | Црвени змај                            |               | др Ханибал Лектор                  |          |  |
| 2002.                   | Лоше друштво                           |               | официр Оукс                        |          |  |
| 2003.                   | Трагови на души                        |               | Колман Силк                        |          |  |
| 2004.                   | Александар                             |               | Птолемеј I Сотер                   |          |  |
| 2005.                   | Доказ                                  |               | Роберт                             |          |  |
| 2005.                   | Најбржи Индијанац на свету             |               | Берт Манро                         |          |  |
| 2006.                   | Сви краљеви људи                       |               | судија Ирвин                       |          |  |
| 2006.                   | Боби                                   |               | Џон                                |          |  |
| 2007.                   | Пречица ка срећи                       |               | Данијел Вебстер                    |          |  |
| 2007.                   |                                        |               | наратор                            |          |  |
| 2007.                   |                                        |               | Феликс Бонхофер                    |          |  |
| 2007.                   | Прелом                                 |               | Теодор „Тед” Крофорд               |          |  |
| 2007.                   | Беовулф                                |               | краљ Хротгар                       |          |  |
| 2007.                   | Град крајњег одредишта                 |               | Адам                               |          |  |
| 2008.                   |                                        |               | наратор                            |          |  |
| 2008.                   |                                        |               |                                    |          |  |
| 2010.                   | Вукодлак                               |               | сер Џон Талбот                     |          |  |
| 2010.                   | Упознаћете високог, тамнопутог странца |               | Алфи Шеприџ                        |          |  |
| 2011.                   | Обред                                  |               | отац Лукас                         |          |  |
| 2011.                   | Тор                                    |               | Один                               |          |  |
| 2012.                   | 360                                    |               | Џон                                |          |  |
| 2012.                   | Хичкок                                 |               | Алфред Хичкок                      |          |  |
| 2013.                   | Црвена 2                               |               | Едвард Бејли                       |          |  |
| 2013.                   | Тор: Мрачни свет                       |               | Один                               |          |  |
| 2013.                   | Песма имена                            |               | Едвард Бејли                       |          |  |
| 2014.                   | Утеха                                  |               | Џон Кленси                         |          |  |
| 2014.                   | Хемингвеј и Фуентес                    |               | Ернест Хемингвеј                   |          |  |
| 2014.                   | Отмица Фредија Хајнекена               |               | Фред Хајникен                      |          |  |
| 2017.                   | Трансформерси: Последњи витез          |               | сер Едмунд Бартон                  |          |  |
| 2017.                   | Тор: Рагнарок                          |               | Один                               |          |  |
| 2020.                   | Отац                                   |               | Ентони                             |          |  |
| 2022.                   | Време Армагедона                       |               | Арон Рабиновиц                     |          |  |